# Harrison Butker
Harrison Butker (Decatur, 14 luglio 1995) è un giocatore di football americano statunitense che milita nel ruolo di kicker per i Kansas City Chiefs della National Football League (NFL).

## Carriera

### Carolina Panthers
Butker al college giocò a football con i Georgia Tech Yellow Jackets dal 2013 al 2016. Fu scelto dai Carolina Panthers nel corso del settimo giro (233º assoluto) del Draft NFL 2017. Fu svincolato il 13 settembre in favore del veterano Graham Gano e il giorno successivo firmò con la squadra di allenamento.

### Kansas City Chiefs
Il 26 settembre 2017, Butker firmò con i Kansas City Chiefs per sostituire l'infortunato Cairo Santos. Il 2 ottobre segnò il field goal della vittoria nella gara di debutto contro i Washington Redskins. Nella partita successiva contro gli Houston Texans segnò tutti e 5 i field goal calciati. Nell'ottavo turno segnò ancora 5 field goal su 5 nella vittoria sui Denver Broncos, venendo premiato come miglior giocatore degli special team dell'AFC della settimana. Alla fine di ottobre fu premiato come giocatore degli special team della AFC del mese in cui segnò, senza alcun errore, 18 field goal, il massimo in un mese per un rookie nella storia della NFL. Lo stesso riconoscimento lo ottenne dopo le gare del mese di dicembre, quando segnò 15 field goal su 18 tentativi. La sua prima stagione si concluse segnando 38 field goal su 42 tentativi, venendo inserito nella formazione ideale dei rookie dalla Pro Football Writers of America.
Alla fine del novembre 2019 Butker fu premiato per la terza volta in carriera come giocatore degli special team del mese dopo avere segnato 10 field goal su 11 e 12 extra point su 13. Il 2 febbraio 2020 scese in campo nel Super Bowl LIV contro i San Francisco 49ers che i Chiefs vinsero per 31-20, conquistando il primo titolo dopo cinquant'anni. Nella finalissima segnò un field goal da 31 yard e tutti e 4 i tentativi di extra point.
Butker nel secondo turno della stagione 2020 fu premiato come giocatore degli special team della AFC della settimana dopo avere segnato due field goal da 58 yard, incluso quello che diede la vittoria ai Chiefs sui Los Angeles Chargers ai tempi supplementari.
Il 12 febbraio 2023, nel Super Bowl LVII vinto contro i Philadelphia Eagles per 38-35, Butker segnò da 27 yard a una manciata di secondi dal termine il field goal della vittoria, conquistando il suo secondo titolo.
Butker iniziò la stagione 2023 segnando tutti i suoi primi 24 field goal prima di sbagliarne uno nella settimana 15. Nel penultimo turno contro i Cincinnati Bengals segnò sei field goal su sei, venendo premiato come giocatore degli special team della AFC della settimana. Quei sei field goal furono un nuovo primato personale. La sua stagione regolare si chiuse segnando 33 field goal su 35, per un percentuale del 94.3%, anche questo un nuovo primato personale. Butker segnò tutti i dodici field goal da oltre 40 yard tentati, incluso uno da oltre 60 yard. Per la seconda volta inoltre non sbagliò un solo extra point. Grazie a queste prestazioni 2023 fece ritorno al secondo posto nella storia della NFL per percentuale di trasformazione dei field goal (minimo 100 tentativi).
Nel Super Bowl LVIII, Butker batté due record: quello del field goal più lungo nella storia dell'evento (57 yard) e quello per field goal segnati nella storia del Super Bowl (9). I Chiefs vinsero contro i San Francisco 49ers per 25–22 e Butker conquistò il suo terzo anello. Ciò le rese il quarto kicker nella storia della NFL a vincere tre Super Bowl.
Il 5 agosto 2024 Butker firmò un'estensione contrattuale di quattro anni con i Chiefs per 25,6 milioni di dollari, diventando così il kicker più pagato della lega.

## Palmarès

### Franchigia
- Super Bowl : 3

Kansas City Chiefs: LIV, LVII, LVIII
- American Football Conference Championship: 5

Kansas City Chiefs: 2019, 2020, 2022, 2023, 2024

### Individuale
- Giocatore degli special team dell'AFC del mese: 3

ottobre e dicembre 2017, novembre 2019
- Giocatore degli special team dell'AFC della settimana: 4

8ª e 16ª del 2017, 2ª del 2020
- PFWA All-Rookie Team - 2017